# Johannes-Sembat III.
Johannes-Sembat III. (armenisch Հովհաննես–Սմբատ Գ; † 1041) war von 1020 bis 1040 König Armeniens. Er entstammte der Dynastie der armenischen Bagratiden und folgte seinem Vater Gagik I. als ältester Sohn auf den Thron. Seine Mutter war Königin Katranide II.

## Herrschaft
Ein Jahr nachdem Johannes-Sembat III. 1020 zum König Armeniens gekrönt wurde, organisierte sein jüngerer Bruder Aschot eine Revolte im Süden und Osten des Reiches, um den Thron für sich zu beanspruchen. Dabei gelang es ihm, sich die Unterstützung Vaspurakans zu sichern und Johannes-Sembat bereits nach kurzer Zeit aus Ani, der Hauptstadt Armeniens, zu vertreiben, womit er seinen Anspruch auf die Krone geltend machte.
Unter anderem aufgrund der Versöhnungsbemühungen von Katholikos Peter und der Intervention König Giorgis I. von Georgien handelten die Brüder daraufhin jedoch einen Kompromiss aus: Johannes-Sembat III. würde fortan über Ani und weitere Gebiete nahe der Hauptstadt herrschen, während sein Bruder als Aschot IV. ebenfalls zum König gekrönt werden und die armenischen Grenzprovinzen nahe Georgien und Persien regieren würde. Trotz dieses Vertrages kam es im Laufe ihrer Herrschaft noch mehrfach zu teils militärischen Konflikten zwischen den Königen, welche den Zusammenhalt Armeniens weiter schwächten.

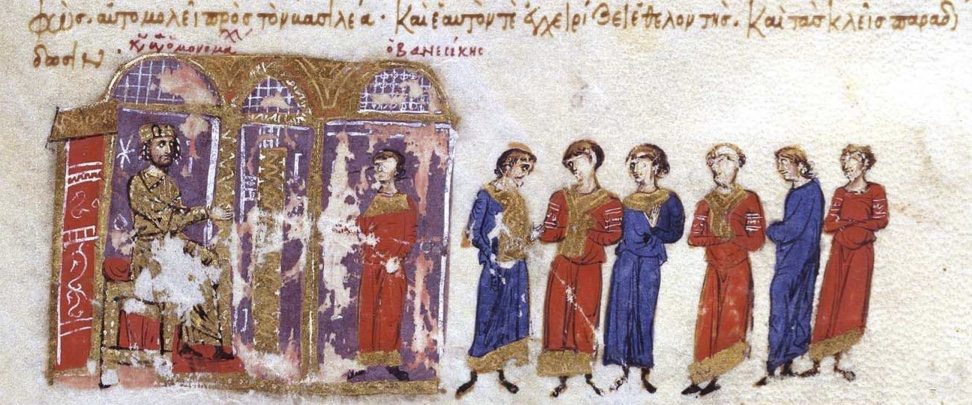
Johannes-Sembat beugt sich Basileios II., Miniatur der Skylitzes Matritensis.

Aufgrund des erfolglosen Versuches von Johannes-Sembat III. und König Giorgi I., sich von ihrer Tributpflicht gegenüber Byzanz zu befreien, wurde Ersterer im Winter des Jahres 1021/22 dazu bewegt, den byzantinischen Kaiser Basileios II. zu seinem Erben zu erklären und Konstantinopel somit das armenische Königreich zu vermachen. Dieser Vertrag bildete eine Grundlage für den byzantinischen Einmarsch in Armenien, der 1045, vier Jahre nach Johannes-Sembats Tod, die Herrschaft Gagiks II. beendete und zur Integration des Königreiches von Ani in das Byzantinische Reich führte.
1032 heiratete Johannes-Sembat eine Nichte des byzantinischen Kaisers Romanos III.